# Jaouad Gharib
Jaouad Gharib, född 22 maj 1972, är en marockansk friidrottare (maratonlöpare). Gharib är dubbel världsmästare i maraton från både VM i Paris och VM i Helsingfors. Vid OS i Athen slutade han 11:a. 
Gharibs personliga rekord är på 2:07:02 från en tävling i London. 